# Atlético Cajazeirense de Desportos
L'Atlético Cajazeirense de Desportos, noto anche semplicemente come Atlético Cajazeirense, è una società calcistica brasiliana con sede nella città di Cajazeiras, nello stato della Paraíba.

## Storia
Il club è stato fondato il 21 luglio 1948. L'Atlético Cajazeirense ha vinto il Campionato Paraibano nel 2002. Ha partecipato alla Coppa del Brasile nel 2003, dove è stato eliminato al primo turno dal Bahia, e nel 2004, dove è stato eliminato al primo turno dal Fortaleza. Ha partecipato al Campeonato Brasileiro Série C nel 2007, dove è stato eliminato alla seconda fase.

## Palmarès

### Competizioni statali
- Campionato Paraibano: 1

2002
- Campeonato Paraibano Segunda Divisão: 2

2012, 2023